# Konflikt um die Schwaneninseln
Der Konflikt um die Schwaneninseln zwischen Honduras und den USA um die guanoreichen Schwaneninseln, auch Islas del Cisne genannt, währte von 1920 bis 1971.
Die USA gründeten ihren Besitzanspruch auf den Guano Islands Act, Honduras wiederum sah sich als Nachfolger des Spanischen Kolonialreiches als wahren Besitzer, obwohl nie ein offizieller Besitzanspruch durch eine Inbesitznahme stattfand.
Anfangs wurden die Guanovorkommen der Insel von wechselnden amerikanischen Unternehmen ausgebeutet, danach wurde die Insel als Telegraphenstation genutzt. Während des Kubakonflikts unterhielten die USA auf der Insel eine Radiostation, auch gilt sie als Hauptquartier der Exilkubaner während der Schweinebucht-Invasion.
Nach dem Ende des Ersten Weltkrieges kamen zunehmend Zweifel an der Rechtmäßigkeit der amerikanischen Aktivität auf den Schwaneninseln auf, sodass das US-Justizministerium auf Antrag der Generalstaatsanwaltschaft feststellte, dass die USA nie eine nachweisbare Souveränität über die Inseln ausgeübt hatten, jedoch auch kein anderer Staat Souveränitätsansprüche stellen konnte, da US-Bürger seit Mitte des 19. Jahrhunderts die Inseln dauerhaft besiedelt hatten. Das hinderte aber die Regierung von Honduras nicht, 1920 einen Souveränitätsanspruch zu erheben und einen Kommissar zur offiziellen Inbesitznahme zu senden. Beide Seiten hielten an ihren jeweiligen Ansprüchen fest, ließen aber auch keinen Schritt zur Klärung zu. In den folgenden Jahren gab es diplomatische Konflikte, so zum Beispiel 1935, als Honduras sich durch seinen Botschafter darüber beschwerte, dass die Schwaneninseln als amerikanisches Territorium auf Karten gelistet wurden. Zu Beginn der 1970er Jahre kamen die Verhandlungen zum Ende, und die USA gaben ihren Anspruch auf die nun unwirtschaftlichen Inseln auf. Seit dem 23. November 1971 gehören die Schwaneninseln zu Honduras.
Ein ähnlicher Konflikt brach um die Insel Cayo Sur aus.